# Aculco de Espinoza
Aculco de Espinoza est une ville située dans l’État de Mexico.